# 檀圩镇
檀圩镇，是中华人民共和国广西壮族自治区钦州市灵山县下辖的一个乡镇级行政单位。

## 行政区划
檀圩镇下辖以下地区：
檀圩社区、檀圩村、四联村、石球湖村、沙井村、东岸村、龙屈塘村、谢赖村、塘坡村、村心村、茶亭村、湴山村、见田村、牛路村、桥梓村、黄楼村、社岭村、竹围村、大垌田村、甘梅村、华屏村、保子村、三合水村和大水垌村。